# 34471 Fanyueyang
34471 Fanyueyang è un asteroide della fascia principale. Scoperto nel 2000, presenta un'orbita caratterizzata da un semiasse maggiore pari a 2,8645530 au e da un'eccentricità di 0,1217333, inclinata di 2,05057° rispetto all'eclittica.